# Beyond (Joshua Redman)
Beyond è l'ottavo album del sassofonista jazz Joshua Redman, registrato nel 1999 e pubblicato nel 2000.
Tutti i brani sono stati composti e arrangiati da Redman stesso.

## Tracce
1. Courage (asymmetric Aria) – 07:32
2. Belonging (Lopdided Lullaby) – 05:48
3. Neverend – 04:26
4. Leap of Faith – 09:03
5. Balance – 09:05
6. Twilight … And Beyond – 11:00
7. Stoic Revolution- 06.11
8. Suspended Emanations – 06:11
9. Last Rites Of Rock 'N' Roll – 07:03
10. A Life ? – 06:52

## Formazione
- Joshua Redman – sassofono tenore, alto e soprano
- Aaron Goldberg – pianoforte
- Reuben Rogers – contrabbasso
- Gregory Hutchinson – percussioni
- Mark Turner – sassofono tenore (special guest in "Leap of Faith")